# اسلام در عصر حکومت سلسله تانگ در چین
تاریخ اسلام در چین به دوران صدر اسلام اسلام بازمی‌گردد. بر اساس روایات سنتی مسلمانان چین، هجده سال پس از فوت پیامبر اسلام، خلیفه سوم، عثمان، هیأتی را به سرپرستی سعد بن ابی وقاص، دایی محمد، نزد امپراتور گائوزونگ، حاکم وقت چین، فرستاد.

## ریشه‌ها
با توجه به روایات سنتی مسلمانان چینی، اسلام برای اولین بار توسط هیئت اعزامی ازسوی عثمان، سومین خلیفه، یعنی در کمتر از بیست سال پس از فوت پیامبر اسلام در ۶۵۱، به چین آورده‌اند. ریاست این هیئت برعهده سعد بن ابی وقاص،  بود. امپراتور گائوزونگ، امپراتور تانگ از این هیئت استقبال نمود و سپس دستور داد برای یادبودِ پیامبر اسلام، مسجدی در کانتون بسازند. این مسجد، اولین مسجد ساخته‌شده در چین بود.
اما مورخان مدرن می‌گویند که هیچ مدرکی دال برآمدن خودِ سعد بن ابی‌وقاص به چین وجود ندارد، آنها معتقدند که دیپلمات‌ها و بازرگانان مسلمان در عرض چند دهه پس از آغاز دوره اسلامی به چین (که تحت حاکمیت سلسله تانگ بود) رسیدند. فرهنگ جهان‌وطنی سلسله تانگ، که موجب ارتباطات مداوم چینی‌ها با مردم آسیای مرکزی و ورود بازرگانان آسیای مرکزی و غربی، و بعدتر ساکن شدن آنها در شهرهای چین، به معرفی اسلام کمک کرد.

## اولین برخوردهای مسلمانان و چینی‌ها
هامادا هاگراس می‌نویسد: "اسلام در دوران تانگ در تابستان سال ۶۵۱ در عصر امپراتور گائوزونگ وارد چین شد؛ در آن سال اولین سفارت عرب در دربار سلسله تانگ تأسیس گردید. این اولین تماس مستقیم میان چینی‌ها و اعراب است.
مردم عرب در اسناد مکتوب چینی، اولین بار تحت نام داشی در سالنامه سلسله تانگ (۶۱۸–۹۰۷) ذکر شده‌اند، (تاشی یا داشی درواقع برگرفته از لغت فارسی «تازی» است؛ نامی که مردم ایران برای اشاره به اعراب استفاده می‌کردند). اسناد مربوط به سال ۷۱۳ میلادی، از ورود یک سفیر داشی خبر می‌دهند. اولین جمعیتی که به‌طور عمده در چین اسکان یافتند، بازرگانان عرب و فارس بودند.
در منابع عربی آمده است که قتیبه بن مسلم، کاشغر را برای مدت کوتاهی از چین گرفت ولی پس از مدتی به‌طور توافقی دست به عقب‌نشینی زد. اما مورخان جدید این ادعا را به کلی رد می‌کنند.
خلافت اموی در سال ۷۱۵ میلادی، اخشید، پادشاه دره فرغانهرا خلع کرد و پادشاه جدیدی را بر تخت نشاند. پادشاه مخلوع به کوچا (مقر تحت‌الحمایهٔ آنکسی) فرار کرد و از چینی‌ها درخواست کرد مداخله کنند. چینی‌ها ۱۰٬۰۰۰ سرباز سرباز تحت فرماندهی ژانگ شیائوسانگ به فرغانه فرستادند. او نیروهای اشغالگر عرب را در نمنگان شکست داد و اخشید را دوباره بر تخت سلطنت نشاند.
ژنرال چینی تانگ، جیاهویی، حملهٔ اعراب و تبتی‌ها را در نبرد آقسو (۷۱۷) دفع کرد و آنها را شکست داد. خان تورگش، سولوک، نیز در حمایت از اعراب به کارزار آقسو پیوست. اوچ تورفان و آقسو در ۱۵ اوت ۷۱۷ مورد حمله نیروهای تورگش، عرب و تبتی قرار گرفتند. خلخ‌هایی که به ارتش چین خدمت می‌کردند، تحت فرماندهی آرسیلا شیان، یک خاقانات ترک غربی که زیر نظر ژنرال تانگ جیاهویی، خدمت می‌کردند، این حمله را دفع کردند. الیشکوری، فرمانده عرب و ارتشش پس از شکست به تاشکند گریختند.
در سال ۷۵۱، خلافت عباسی سلسله تانگ را طی نبرد رودخانه تالاس شکست داد. با با مبادله فرستاده‌ای از امپراتور گائوزونگ با ژنرالی از خلیفه عثمان، سلسله تانگ شاهد ایجاد نخستین سفارت مسلمان در چین بود. چینی‌ها درخواست‌های کمکی نیز برای سربازان مسلمان ارسال می‌کردند، مثلاً در سال ۷۵۶، احتمالاً گروهی متشکل از ایرانی‌ها و عراقی‌ها به کانسو فرستاده شدند تا به امپراتور سوسونگ در مبارزه با آن لوشان کمک کنند. کمتر از ۵۰ سال بعد، اتحادی بین تانگ و عباسیان علیه حملات تبتی‌هاآسیای مرکزی منعقد شد. بعدتر هیأتی از جانب خلیفه هارون الرشید (۷۶۶–۸۰۹) به چانگان رسید. این روابط دیپلماتیک، با گسترش جهان اسلام از طریق دریا به اقیانوس هند و تا شرق آسیا پس از تأسیس بغداد در سال ۷۶۲ همزمان بود. پس از تغییر پایتخت از دمشق به بغداد، کشتی‌های تجاری از مسیر تجاری سیراف و بندر بصره به سمت هند، تنگه مالاکا و چین جنوبی حرکت می‌کردند. کانتون (یا آنطور که به عربی خوانده می‌شود: خنفو) بندری در جنوب چین بود که در میان جمعیت ۲۰۰٬۰۰۰ نفری آن، تعداد زیادی از بازرگانان مسلمان موجود بود.

## اولین مسلمانان بومی در چین
اولین نمونه‌ها از معماری اسلامی چینی، مسجد جامع شیان (که ساخته شد طبق حکاکی بر روی یک لوح سنگی در داخل مسجد در سال ۷۴۲ ساخته‌شد)، و مسجد کوچه داکسی در شیان (بر اساس کتیبه امپراتور تیان چی (۱۶۲۰–۱۶۲۷)) از سلسله مینگ؛ که در سال ۷۰۵ ساخته شد) بودند.
در زمان سلسله تانگ، جریان پیوسته‌ای از بازرگانان عرب و ایرانی از طریق جاده ابریشم و مسیرهای دریایی از طریق بندر کوانژو به چین رسیدند. مسلمانان مساجد خود را در محله خارجی در کرانه جنوبی رودخانه کانتون داشتند. همه مهاجران مسلمان نبودند، اما بسیاری یا تعدادی از آنها ماندند. در تواریخ آمده است که در سال ۷۵۸، یک شهرک بزرگ مسلمان‌نشین در گوانگژو شاهد یک ناآرامی بزرگ بود و فرار کرد. در همان سال دزدان دریایی عرب و ایرانی که احتمالاً پایگاه خود را در بندری در جزیره هاینان داشتند. این امر باعث شد بخشی از تجار مسیرشان را به شمال ویتنام و منطقه چائوژو در نزدیکی مرز فوجیان منحرف کنند. جامعه مسلمانان در کانتون یک مسجد بزرگ (مسجد هوئائیشنگ) ساخته بودند که در سال ۱۳۱۴ در اثر آتش‌سوزی ویران شد و در سال‌های ۵۱–۱۳۴۹ بازسازی شد. از ساختمان اول فقط خرابه‌های یک برج باقی مانده است.

## قوانین مربوط به دین
اسلام در دورهٔ سلسله تانگ توسط بازرگانان عرب به چین آورده شد که صرفاً به تجارت و بازرگانی می‌پرداختند و هیچ تلاشی برای گسترش و تبلیغ اسلام نمی‌کردند. آن‌ها اصلاً برای مسلمان شدن هیچ چینی‌ای تلاش نکردند و فقط تجارت کردند. علت این مسئله این بود که در سال ۸۴۵ فرمانی علیه آئین بودایی در جریان آزار و شکنجه بزرگ ضد بودایی صادر شده‌ بود که مطلقاً راجع‌ به اسلام اظهار نظری نمی‌کرد. مهاجران اولیه مسلمان، در حالی که اصول اعتقادی خود را در چین رعایت می‌کردند، هیچ کارزار جدی‌ای را علیه بودیسم، آیین کنفسیوس، تائوئیسم یا آیین دولتی انجام ندادند؛ آن‌ها تنها یک عنصر ثابت جمعیت را تشکیل می‌دادند که دائماً در حال رفت‌وآمد بین چین و جهان اسلام از طریق مسیرهای دریایی یا زمینی بود.